# Tinacrucis
Tinacrucis is een geslacht van vlinders uit de familie van de Tortricidae (Bladrollers). Het geslacht werd voor het eerst wetenschappelijk beschreven door Powell in 1986.

## Soorten
Het genus bevat de volgende soorten:

- Tinacrucis apertana (Walsingham, 1914)
- Tinacrucis aquila Busck, 1914
- Tinacrucis atopa Razowski & Wojtusiak, 2008
- Tinacrucis boyeri Razowski & Wojtusiak, 2013
- Tinacrucis noroesta Powell, 2009
- Tinacrucis patulana (Walker, 1863)
- Tinacrucis sebasta (Walsingham, 1914)